# Natolin
Natolin è un parco storico e riserva naturale della periferia sud di Varsavia, Polonia. Ha dato anche il nome al quartiere situato ad ovest del parco, nella frazione di Ursynów. Dal 1993 il Palazzo Potocki, situato nel parco, è sede di uno dei due campus del Collegio d'Europa.

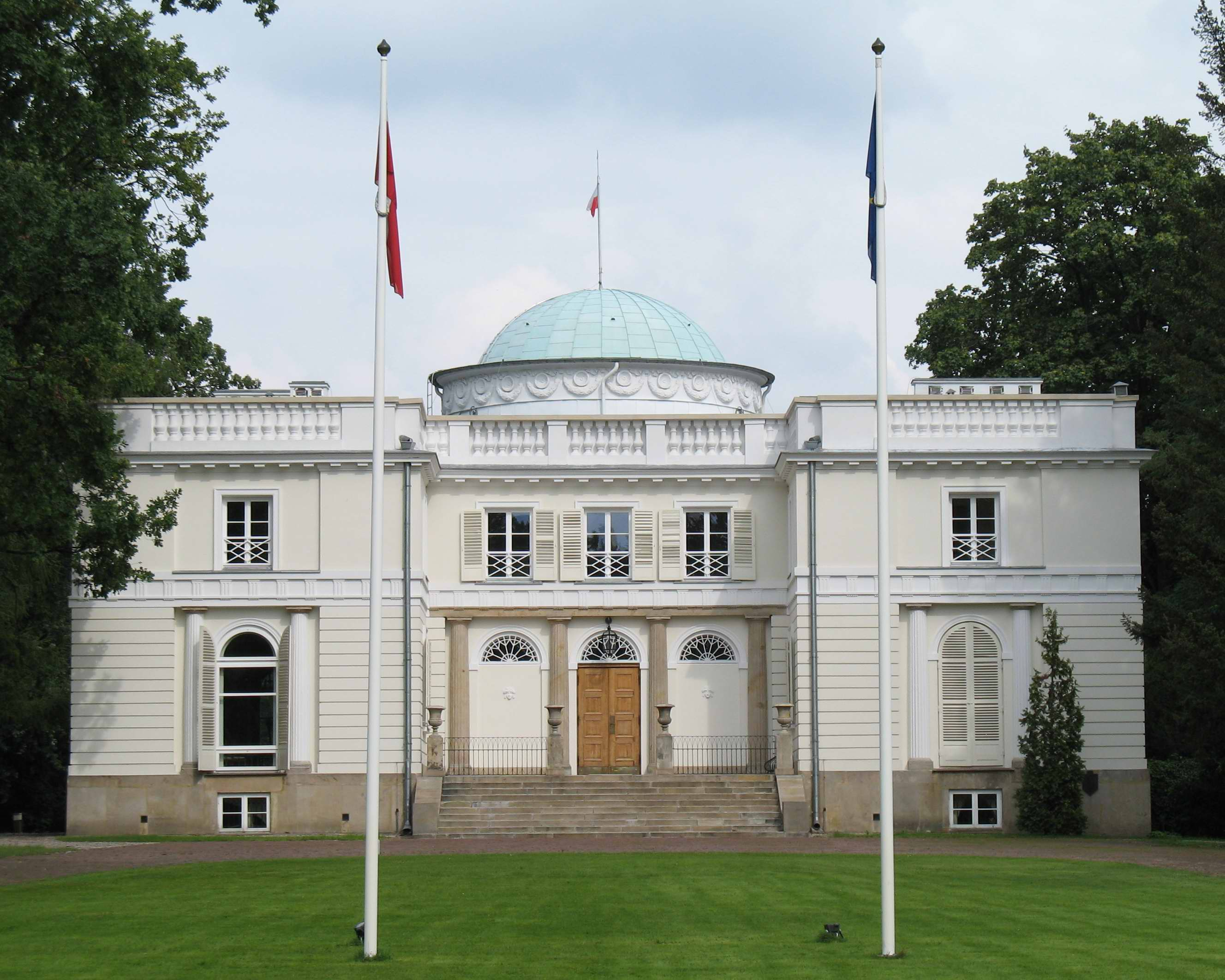
Il Palazzo Potocki

## Collegamenti
Il parco è raggiungibile con la metropolitana, scendendo alla fermata Natolin della linea A.